# Баня-Лука (станция)
Баня-Лука (серб. Banja Luka) — железнодорожная станция Боснийских железных дорог, расположенная в столице Республики Сербской Баня-Луке.

## Галерея

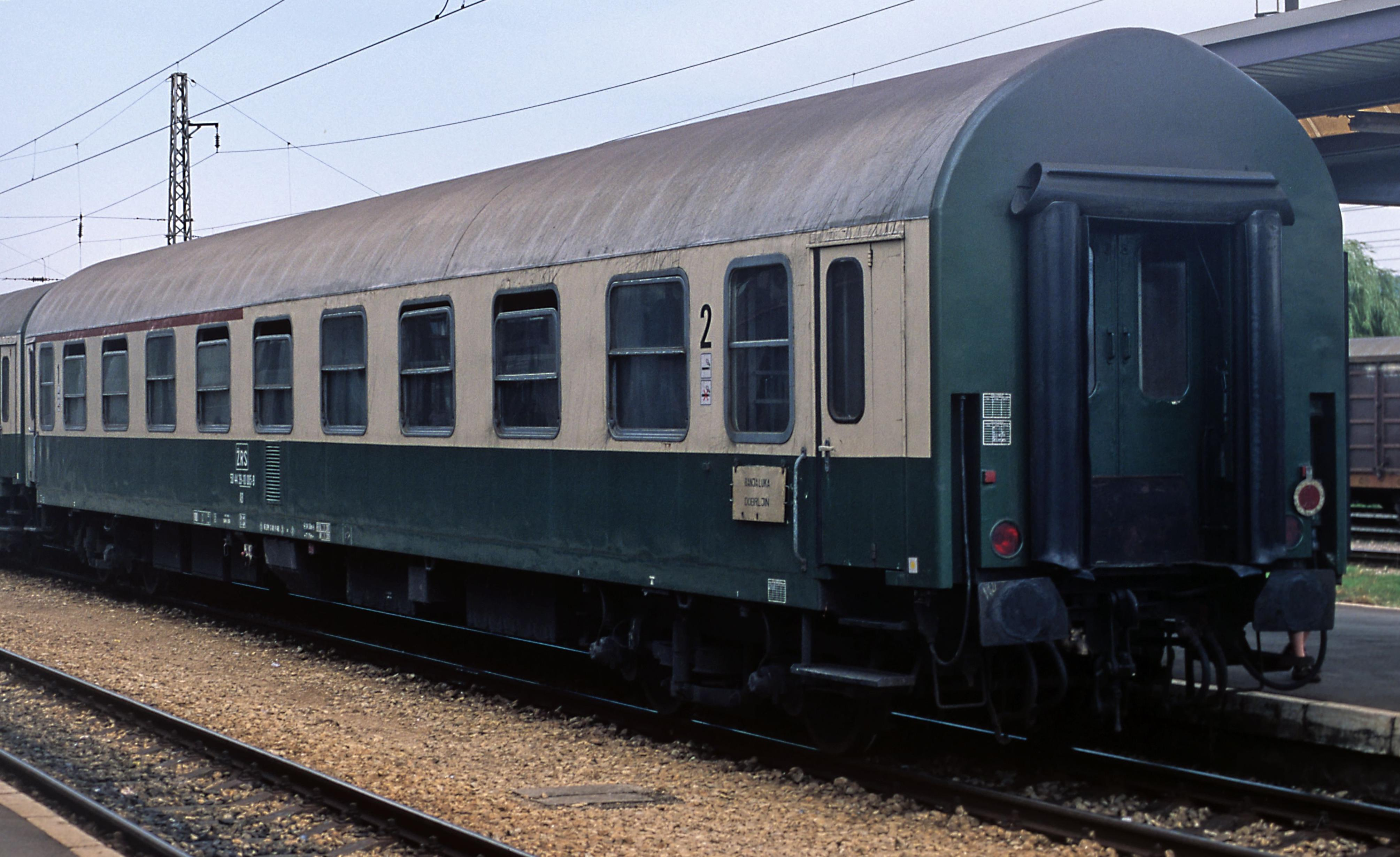
Поезд на станции.
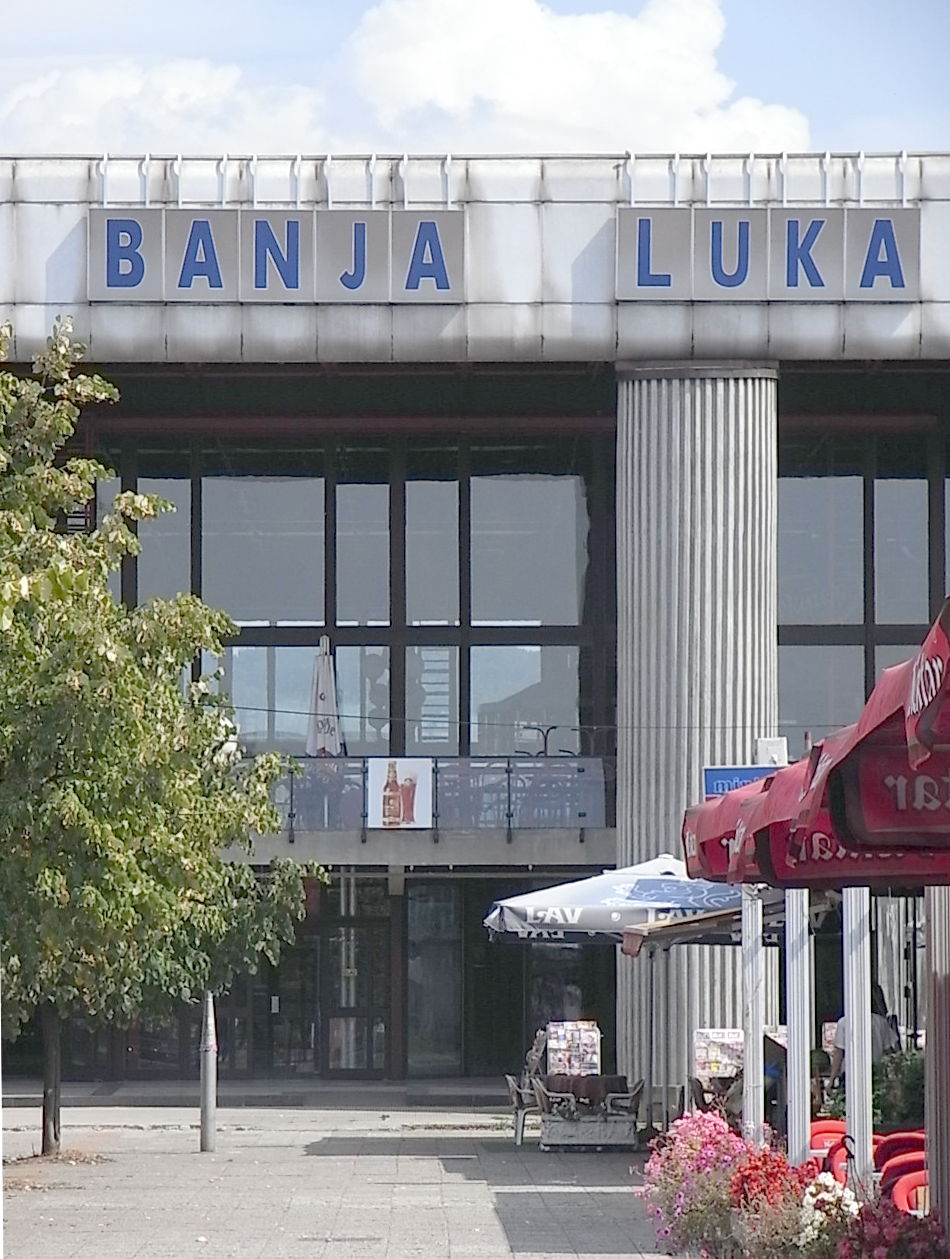
Здание вокзала.